# منطقه هرو لندن
منطقه هرو لندن (به انگلیسی: London Borough of Harrow) یک منطقه در بریتانیا است. که در لندن بزرگ واقع شده‌است.[
این منطقه ۵۰.۴۷ کیلومتر مربع مساحت و ۲۱۶٬۲۰۰ نفر جمعیت دارد.

## خواهرخوانده
شهر دوئه خواهرخواندهٔ منطقه هرو لندن هست.